# Kalpana Chawlaová
Kalpana Chawlaová (v hindštině कल्‍पना चावला; 17. března 1962 – 1. února 2003) byla americká astronautka indického původu a první indická žena ve vesmíru. Zahynula během návratu raketoplánu Columbia z mise STS-107.

## Život

### Mládí a výcvik
Narodila se 17. března 1962 v indickém městě Karnal. Její datum narození bylo její rodinou zfalšováno na 1. července 1961, aby se mohla účastnit maturitní zkoušky. V Indii také vystudovala Pandžábskou technickou koleji v Čandígarhu (Punjab Engineering College), kde získala v roce 1982 titul bakaláře v oboru leteckokosmického inženýrství. Další dvě školy následně absolvovala ve Spojených státech – Texaskou univerzitu (University of Texas at Arlington) v roce 1984 a Coloradskou univerzitu (University of Colorado at Boulder). V roce 1988 po ukončení studia začala pracovat v Ames Research Center v Mountain View v Kalifornii), kde se věnovala výzkumu aerodynamiky letadel letících poblíž země. Roku 1990 získala občanství USA. V letech 1993–1994 působila ve firmě Overset Methods, Inc v Los Altos v Kalifornii a v roce 1994 ji NASA vybrala do oddílu astronautů. Po dokončení základního kurzu se věnovala problematice výstupu do otevřeného prostoru.

### Lety do vesmíru
Její první let byl při misi STS-87 s Columbií, který startoval 19. listopadu 1997. Zde zastávala funkci letové specialistky mise. Cílem letu bylo mimo jiné vypuštění a znovuzachycení družice Spartan-201. Chawlaová obsluhovala manipulátor RMS, kterým měla satelit Spartan zachytit. Udělala však chybu, když ho špatně zachytila. Následkem toho se satelit rozkýval a raketoplán se musel vzdálit, aby nedošlo ke střetu těchto dvou těles. Kvůli tomu bylo nutné změnit letový plán a zachytit družici později, k čemuž nakonec došlo. Po vyšetřování NASA zjistila, že problémem byla chyba v softwarovém rozhraní a Chawlaovou tak zbavila všech obvinění z její účasti na tomto incidentu.
V roce 2000 získala nominaci do posádky letu STS-107 jako druhá (podle jiných zdrojů třetí) letová specialistka. Zároveň měla funkci palubní inženýrky.
Raketoplán Columbia odstartoval z mysu Canaveral v půli ledna 2003 bez problémů. Na palubě bylo sedm astronautů: Richard Husband, Michael Anderson, Kalpana Chawlaová, David Brown, Laurel Clarková, Ilan Ramon z Izraele a William McCool. Během letu provedli 80 různých experimentů. Úspěch mise se však proměnil v katastrofu, když se během přistávacího manévru v atmosféře nad Texasem raketoplán rozpadl a celá posádka zahynula.
 Příčinou havárie bylo poškození tepelné ochrany křídla raketoplánu, do kterého se tak dostalo plazma a způsobilo jeho destrukci. Tělesné pozůstatky Kalpany Chawlaové byly převezeny do její rodné Indie, kde je pohřbena.
- STS-87, Columbia (19. listopadu 1997 – 5. prosince 1997)
- STS-107, Columbia (16. ledna 2003 – 1. února 2003)

Byla vdaná za Jean-Pierra Harrisona a bezdětná.
Její radioamatérská volací značka byla KD5ESI.
Na její počest pojmenovali planetku (51826) Kalpanachawla. Její jméno nese první indická meteorologická družice Kalpana-1 a také ulice na předměstí New Yorku, kde je hodně indických obchodů.